# Beram
Beram (italijansko Vermo, nemško zastarelo Burgdorf) je majhno naselje v hrvaški Istri. Bilo je del Pazina in leži približno pet kilometrov severozahodno od mesta na poti proti Poreča. Beram ima okoli 250 prebivalcev. Vas je znana po Biblia pauperum (Sveto pismo za revne) in freskah Mrtvaški ples v cerkvi svete Marije na Škriljinah.
Ime kraja izhaja iz pred rimskih časov. Grad Beram se je imenoval Verm, iz katerega izvira italijansko ime za mesto Vermo. Berm je nemško ime gradu, ki se je razvilo iz slovanskega imena Beram.

## Lega
Beram leži v nežno valoviti kraški pokrajini istrske planote. Nahaja se vzhodno od doline potoka Čipri, podaljšek Limske doline (Limska draga), na severnem pobočju hriba Càmus (365 m) na višini 321 metrov. Blizu Pazina na jugovzhodu, leži na severozahodu Motovun, na jugu Sveti Petar u Šumi in na obali na zahodu Poreč.

## Zgodovina

### Antika
Utrjeno naselje se je nahajalo na hribu Beram že v bronasti dobi, verjetno že pred več kot 4000 leti.
Območje, predvsem južno pobočje , je velika prazgodovinska nekropola Ilirov. Zlasti v 19. stoletju so našli mnoge arheološke najdbe, od katerih so nekatere stare več tisoč let. Zdaj so v Muzeju Labina. Leta 1882 je bila odkrita bronast zaboj z geometrijskimi figurami in pticami. Poleg tega je bilo najdenih 172 žarnih grobov iz bronaste dobe, kar kaže, da je bila v tem času upepelitev običajna. Sledi pokopov ni bilo mogoče najti. Do danes se velikost naselja skoraj ni spremenila.

### Srednji vek

#### Zgodnji srednji vek
V času rimske okupacije Beram verjetno ni bil Latinsko naselje, saj iz tega obdobja niso našli nobenih ostankov. V zgodnjem srednjem veku je bilo naselje obdano z dvojnim zidom s pravokotnim stolpom.
Reka Fojba, ki teče danes skozi istoimensko sotesko, je naprej tekla skozi dolino Beram, ki je pripadala Limski dolini. Morda po padcu rimskega imperija, so bili tukaj nameščeni vojakov, ki so varovali to pomembno pot med Srednjo Istro in morjem.
V poznem 6. stoletju je Beram doletela invazija Slovanov, kar je povzročilo krvave borbe v vsej severovzhodni Istri. Zdi se, da je bila vas tedaj popolnoma uničena.

#### Visoki in pozni srednji vek
Beram je bil prvič omenjen v listini kralja Berengarja škofu v Trstu leta 911.
Pripadnosti beramske cerkve se je med 12. in 14. stoletjem pogosto spreminjala. Leta 1177 je bila povezana z Drugimi cerkvami škofije s cerkvijo v Poreču. Leta 1230 je fevd dobil škof v Trstu. Leta 1333 jo je škof predal podeštatu v Trstu. Leta 1355 je bila dana škofu v Trstu, ki je medtem spet dobil pravico na fevd poreškega škofa.
Leta 1344 se je, po številnih napadih v Benečiji med Benečani in pazinskim grofom, Albertom IV., vojna končala. Med vojno je bil grof ujet. Da bi ga oprostili je med Drugim.prisegel, da preda grad Beram Leta 1374 je pazinski grof umrl. Tako je Beram z grofijo prešel v Avstrijo, razen fevdalnih pravic Cerkve.

### Novejša zgodovina
V 16. stoletju je bil Beram močno poškodovan. V letih 1508 in 1509 so mesto zasedli Benečani, ko se je Avstrija brez boja, pod Maksimilijanom I., predala v vojni proti Benečanom. Leta 1511 so Turki večkrat napadli okoli Berama ter območje uničili. Zaradi vojne in posledic kuge je dežela zapuščena. Zato so gospodje iz Berama pozvali več migracijskih tokov Morlahov iz Balkana. S povečanjem prebivalstva je Beram leta 1578 pridobil status majhnega mesta.
Po avstrijsko-beneški vojni je Beram več stoletij živel večinoma v miru. V 17. stoletju je v mestu stalno potekala trgovina. Leta 1797 je Istra po campoformijskem miru pripadla Avstriji in leta 1805 po bratislavskem miru pod Francijo. Leta 1815 je bila Istra ponovno povezana z Avstrijo.
Po prvi svetovni vojni je Istra pripadla Italiji. Po Drugi svetovni vojni je ozemlje pripadalo Jugoslaviji. Leta 1991, ko je Republika Hrvaška razglasila neodvisnost in je bila priznana v mednarodnem pravu z dne 23. januarja 1992, je Istra postala del Hrvaške.

## Demografija
V 16. stoletju se je prebivalstvo sprva močno zmanjšalo zaradi vojne in kuge. V istem stoletju so nastali pomembni tokovi priseljevanja morlahov iz Balkana, ki so vključevali okoli 150 družin.
| Pregled števila prebivalcev po letih | Pregled števila prebivalcev po letih | Pregled števila prebivalcev po letih | Pregled števila prebivalcev po letih | Pregled števila prebivalcev po letih | Pregled števila prebivalcev po letih | Pregled števila prebivalcev po letih | Pregled števila prebivalcev po letih | Pregled števila prebivalcev po letih | Pregled števila prebivalcev po letih | Pregled števila prebivalcev po letih | Pregled števila prebivalcev po letih | Pregled števila prebivalcev po letih | Pregled števila prebivalcev po letih | Pregled števila prebivalcev po letih | Pregled števila prebivalcev po letih |
| ------------------------------------ | ------------------------------------ | ------------------------------------ | ------------------------------------ | ------------------------------------ | ------------------------------------ | ------------------------------------ | ------------------------------------ | ------------------------------------ | ------------------------------------ | ------------------------------------ | ------------------------------------ | ------------------------------------ | ------------------------------------ | ------------------------------------ | ------------------------------------ |
| 1857                                 | 1869                                 | 1880                                 | 1890                                 | 1900                                 | 1910                                 | 1921                                 | 1931                                 | 1948                                 | 1953                                 | 1961                                 | 1971                                 | 1981                                 | 1991                                 | 2001                                 | 2004                                 |
| 656                                  | 678                                  | 372                                  | 418                                  | 419                                  | 435                                  | 849                                  | 834                                  | 392                                  | 374                                  | 329                                  | 323                                  | 257                                  | 243                                  | 234                                  | 250                                  |

## Kultura
V Beramu je bilo napisano več izjemnih dokumentov. Sem sodi več najstarejših  primerov, tudi iz 13. in 14. stoletja. Beram je bil pomembno središče glagolice. Dijaki iz raznih delov Istre so se sem prihajali učit pisanja.
Pisavo najdemo v obliki javnih napisov, v knjigah in na stenah srednjeveških cerkva. Med najpomembnejša dela iz Berama so iluthumbrani glagoljaški rokopisi, kot je Zbirka pridig iz 13. stoletja in bogato poslikana mašna knjiga iz 14. stoletja. Več iluthumbranih okopisov iz 14. in 15. stoletja iz Beram hrani slovenska Narodna in univerzitetna knjižnica.

## Znamenitosti
V središču mesta je glavni trg s cerkvijo svetega Martina in zvonik. Tu je tudi spomenik padlim v Drugi svetovni vojni in vodnjak. Na južni strani trga, iz katerega vodijo ulice na vse strani, je rojstna hiša Vladimirja Gortana, na kateri je majhen spomenik. Spominska kostnica Gortanov se nahaja izven naselja v Podberamu na Drugi strani ceste Pazin-Poreč. Zgrajena je bila leta 1951.
Na jugu vasi so Mala Vrata, ki so bila v zgodnji fazi vhod v mesto ter skupina srednjeveških utrdb. Še en ostanek se nahaja na zahodu. Obstaja tudi Kalvarija iz leta 1901, na dostopni cesti pa velik kamnit križ.

### Cerkev svetega Martina
Gotska cerkev svetega Martina je bila zgrajena leta 1431. Napis v glagolici o tem je na krstilniku. Leta 1910 je nastala katoliška cerkev kot jo vidimo danes, skupaj z ostanki srednjeveške cerkve, ki jo je sestavljala majhna ladja in apsida, podaljšana za novo ladjo. To je dokumentirano z napisom na fasadi. Glavna stavba cerkve je v bistvu sestavljena iz dveh delov; gotskega svetišča - kot starejši del izza oltarja - in novejši del spredaj. Ladja starejšega dela se sedaj uporablja kot prezbiterij in apsida kot zakristija.

#### Arhitektura in notranjost
V zunanji steni nad vhodom stojijo štirje pilastri iz apnenca. Vmes sta kipa dveh svetnikov. Dva stebra s korintskimi kapiteli podpirata zatrep nad vhodom.
Ločen zvonik se nahaja približno pet metrov od cerkve, visok je okoli 30 metrov in je bil zgrajen leta 1903 na temeljih starejšega stolpa. Stene so iz apnenca v pravilnem razporedu iz katerega štrlijo vogalni kamni okrašeni s cvetjem. Zvonik ima več vencev. Pod Drugim vencem je stolpna ura. Na vseh straneh zvonika so bifore (dvojna okna). Nad tem je osmerokotni nastavek na katerem je zvonik. Pri cerkvi je nekoč stal mogočen stolp, ki je bil nedotaknjen vse do 17. stoletja.
Glavna kapela ima križno rebrast obok s koničastim slavolokom. Ladja ima raven strop iz tramov. V cerkvi so gotske freske iz 15. stoletja in poznogotski kamniti relief svetega Martina. Oltarna slika Celestina Mato Medovića izvira iz 19. stoletja in prikazuje priključitev Berama s hrvaškimim ozemljem v tem času. Poleg tega v cerkvi hranijo plemenite srebrne predmete in talar iz 15. do 17. stoletja. Poleg nekaj glagolskih napisov v krstilnici, obstaja nekaj rokopisov v latinščini iz 14. in 15. stoletja, zbirka pridig iz 13. stoletja in bogato poslikana mašna knjiga iz 14. stoletja.

#### Freske
Gotske freske v starejšem delu cerkve, danes svetišče, so iz časa, ko je bila zgrajena prva stavba. Slike so starejše od bolj znanih fresk v cerkvi svete Marije na Škriljinah. Izdelala sta jih dva različna umetnika. Slavolok je poslikal furlanski mojster beneške šole. Drugi slikar je oblikoval obok in stene in je bil zgornje-italijanskega porekla.
Na slavoloku so bizantinski ikonografski portret Marije in pojoči in angeli z glasbili v slogu štirinajstega stoletja. Slednji je prvotno pripadal kompoziciji slavljenje Marije. Na slikah je umetnik prikazal bledo barvo kože in haljo goste barve ter tople in hladne tone.
Na oboku so simboli štirih evangelistov in rdeči kerubi. Na stenah so razvidni svetniki med Drugim Martin. Za razliko od Drugih avtorjev, ta umetnik uporablja uravnotežene barve in poudarja modeliranje.

### Cerkev svete Marije na Škriljinah
Cerkev svete Marije na Škriljinah ali Sveta Marija na skali je bila zgrajena v 13. stoletju. Nahaja se približno kilometer severovzhodno od Berama na vaškem pokopališču. Cerkev je znana predvsem po svojih 46 freskah iz leta 1474, ki ji je naslikal Vincenc iz Kastva.

## Znane osebe rojene v kraju
Beram je rojstno mesto protifašističnega borca Vladimirja Gortana.